# Doc Shaw

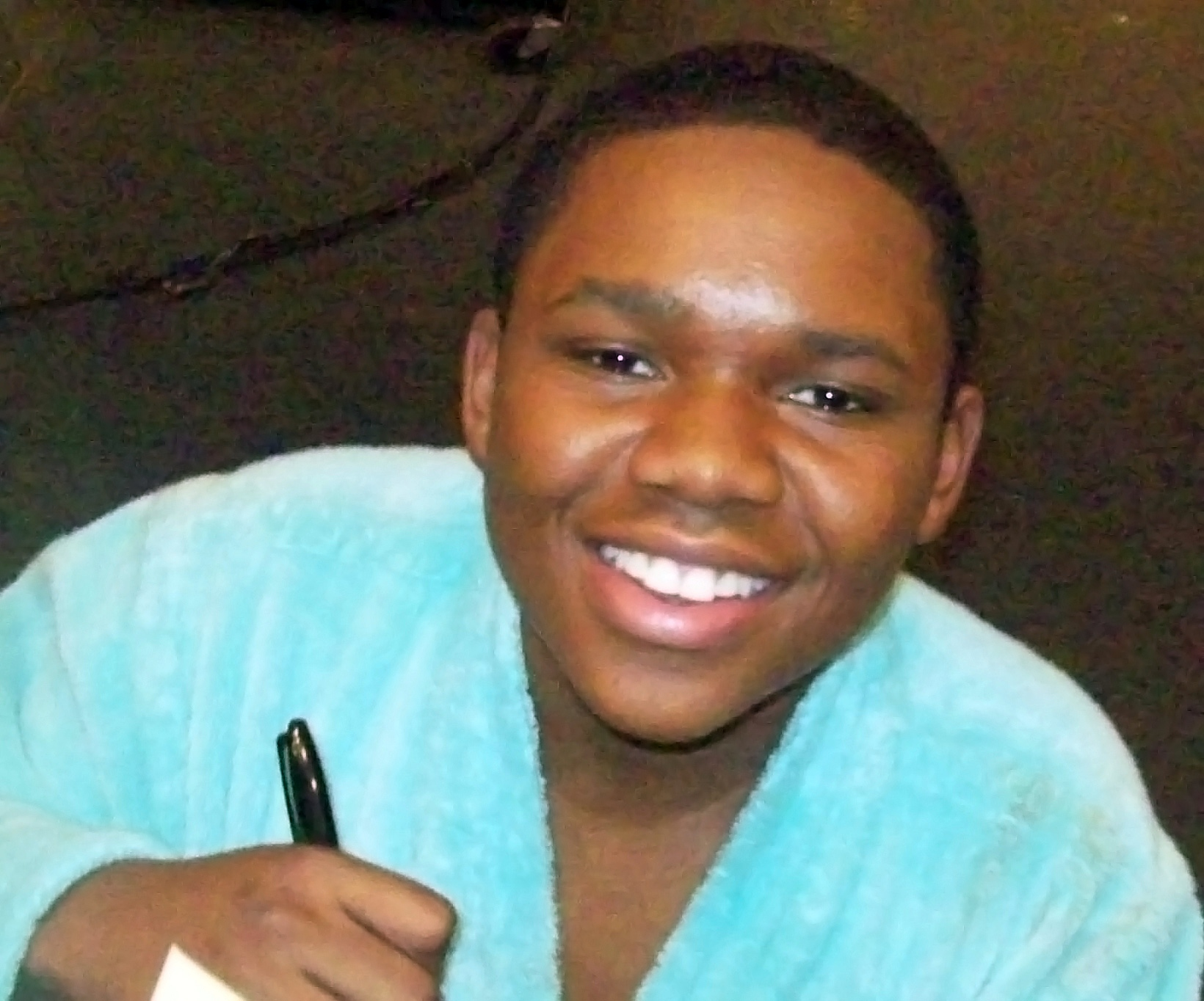
Doc Shaw in 2010

Larramie Doc Shaw (Atlanta, 24 april 1992) is een Amerikaanse acteur, zanger en rapper. Voor zijn rol van Malik Payne won hij in 2009 de Young Artist Award.

## Filmografie
Doc Shaw speelde onder meer:

### Televisie
- Malik Payne in House of Payne Tyler Perry's
- zichzelf in Disney 365
- Marcus Little in The Suite Life on Deck
- Boomer in Pair of Kings

### Films
- Big D in Nobody Loves Me
- Mitch in Thunderstruck.
- Ash in Dawn of the Planet of the Apes

- Biblioteca Nacional de España: XX5562373
- Virtual International Authority File: 214145542474896640031
- WorldCat: E39PBJkxK8jbYKG8mjrvQD7JXd